# Forges (Orne)
Forges és un municipi francès situat al departament de l'Orne i a la regió de Normandia. L'any 2007 tenia 237 habitants.

## Demografia

### Població
El 2007 la població de fet de Forges era de 237 persones. Hi havia 92 famílies de les quals 20 eren unipersonals (12 homes vivint sols i 8 dones vivint soles), 32 parelles sense fills i 40 parelles amb fills.
La població ha evolucionat segons el següent gràfic:
Habitants censats

### Habitatges
El 2007 hi havia 97 habitatges, 93 eren l'habitatge principal de la família, 2 eren segones residències i 2 estaven desocupats. 96 eren cases i 1 era un apartament. Dels 93 habitatges principals, 85 estaven ocupats pels seus propietaris i 8 estaven llogats i ocupats pels llogaters; 2 tenien dues cambres, 11 en tenien tres, 26 en tenien quatre i 53 en tenien cinc o més. 83 habitatges disposaven pel capbaix d'una plaça de pàrquing. A 40 habitatges hi havia un automòbil i a 49 n'hi havia dos o més.

### Piràmide de població
La piràmide de població per edats i sexe el 2009 era:
| Homes | Edats   | Dones |
| ----- | ------- | ----- |
| 0     | 95 o +  | 0     |
| 0     | 90 a 94 | 0     |
| 0     | 85 a 89 | 0     |
| 8     | 80 a 84 | 4     |
| 0     | 75 a 79 | 0     |
| 0     | 70 a 74 | 4     |
| 4     | 65 a 69 | 12    |
| 8     | 60 a 64 | 12    |
| 8     | 55 a 59 | 4     |
| 12    | 50 a 54 | 4     |
| 12    | 45 a 49 | 8     |
| 0     | 40 a 44 | 0     |
| 8     | 35 a 39 | 12    |
| 20    | 30 a 34 | 16    |
| 4     | 25 a 29 | 4     |
| 4     | 20 a 24 | 12    |
| 4     | 15 a 19 | 0     |
| 8     | 10 a 14 | 4     |
| 20    | 5 a 9   | 16    |
| 8     | 0 a 4   | 8     |

## Economia
El 2007 la població en edat de treballar era de 148 persones, 112 eren actives i 36 eren inactives. De les 112 persones actives 109 estaven ocupades (55 homes i 54 dones) i 3 estaven aturades (2 homes i 1 dona). De les 36 persones inactives 20 estaven jubilades, 14 estaven estudiant i 2 estaven classificades com a «altres inactius».

### Ingressos
El 2009 a Forges hi havia 93 unitats fiscals que integraven 246 persones, la mediana anual d'ingressos fiscals per persona era de 18.151 €.

### Activitats econòmiques
Dels 9 establiments que hi havia el 2007, 4 eren d'empreses de construcció, 1 d'una empresa de comerç i reparació d'automòbils, 1 d'una empresa d'hostatgeria i restauració, 1 d'una empresa immobiliària i 2 d'entitats de l'administració pública.
Dels 4 establiments de servei als particulars que hi havia el 2009, 1 era un paleta, 1 guixaire pintor, 1 fusteria i 1 lampisteria.
L'any 2000 a Forges hi havia 9 explotacions agrícoles que ocupaven un total de 595 hectàrees.

## Poblacions més properes
El següent diagrama mostra les poblacions més properes.